# Râul Leșu, Iada
Râul Leșu este un curs de apă, afluent al râului Iada.